# Süderdorf
Süderdorf ist eine Gemeinde im Kreis Dithmarschen in Schleswig-Holstein.

## Geografie
Die Gemeinde liegt an der Bundesstraße 203 etwa auf halber Strecke zwischen Heide und Rendsburg. Im Osten der Gemeinde südlich der Bundesstraße 203 befindet sich das europäische  NATURA 2000-Schutzgebiet „FFH-Gebiet Wald westlich Wrohm“ mit seinen seltenen Eichenwäldern. 

## Gemeindegliederung
Der Ort ist eine Flächengemeinde auf der Dithmarscher Geest, der überwiegend landwirtschaftlich geprägt ist. Er besteht aus den Ortsteilen Lendern, Lüdersbüttel, Schelrade und Wellerhop. Ein richtiger Ortskern existiert nicht.

## Geschichte
Am 1. Januar 1974 wurden die bis dahin selbständigen Gemeinden Lendern, Lüdersbüttel, Schelrade und Wellerhop zur neuen Gemeinde Süderdorf zusammengeschlossen. Sie alle waren am 1. April 1934 aus der aufgelösten Kirchspielslandgemeinde Tellingstedt hervorgegangen.

## Politik

### Gemeindevertretung
Bei der Kommunalwahl am 14. Mai 2023 wurden insgesamt neun Sitze vergeben. Diese fielen erneut alle an die Wählergemeinschaft Süderdorf. Die Wahlbeteiligung betrug 66,8 %.

### Wappen
Blasonierung: „Geviert. 1 in Silber ein grünes Hufeisen mit nach oben gekehrten Stollen, 2 und 3 in Blau eine an der Vierung angeschnittene schwebende goldene Sonne, 4 in Silber ein grünes Laubblatt.“

## Sport
Sehr aktiv im Dorf ist der Spiel- und Sportverein Süderdorf. Seine Mitgliederzahl erreicht fast drei Viertel der Einwohner der Gemeinde. Angeboten werden Faustball, Badminton, Volleyball, Radfahren, Laufen, Kegeln, Sportabzeichen und Kartenspielen.